# Родовище однопластове
Родовище однопластове (рос. месторождение однопластовое; англ. single-horizon field, single-layer field, нім. einschichtige Lagerstätte f) – родовище, складене з одного пластового покладу. 